# Parque nacional Kejimkujik
El Parque Nacional Kejimkujik o Parque Nacional Keji es parte del sistema de Parques Nacionales de Canadá, situada en la provincia de Nueva Escocia. El parque fue establecido en 1968 y cubre un área de 404 km².
Además de los parques nacionales de la provincia, hay más de 125 parque provinciales.

## Ríos

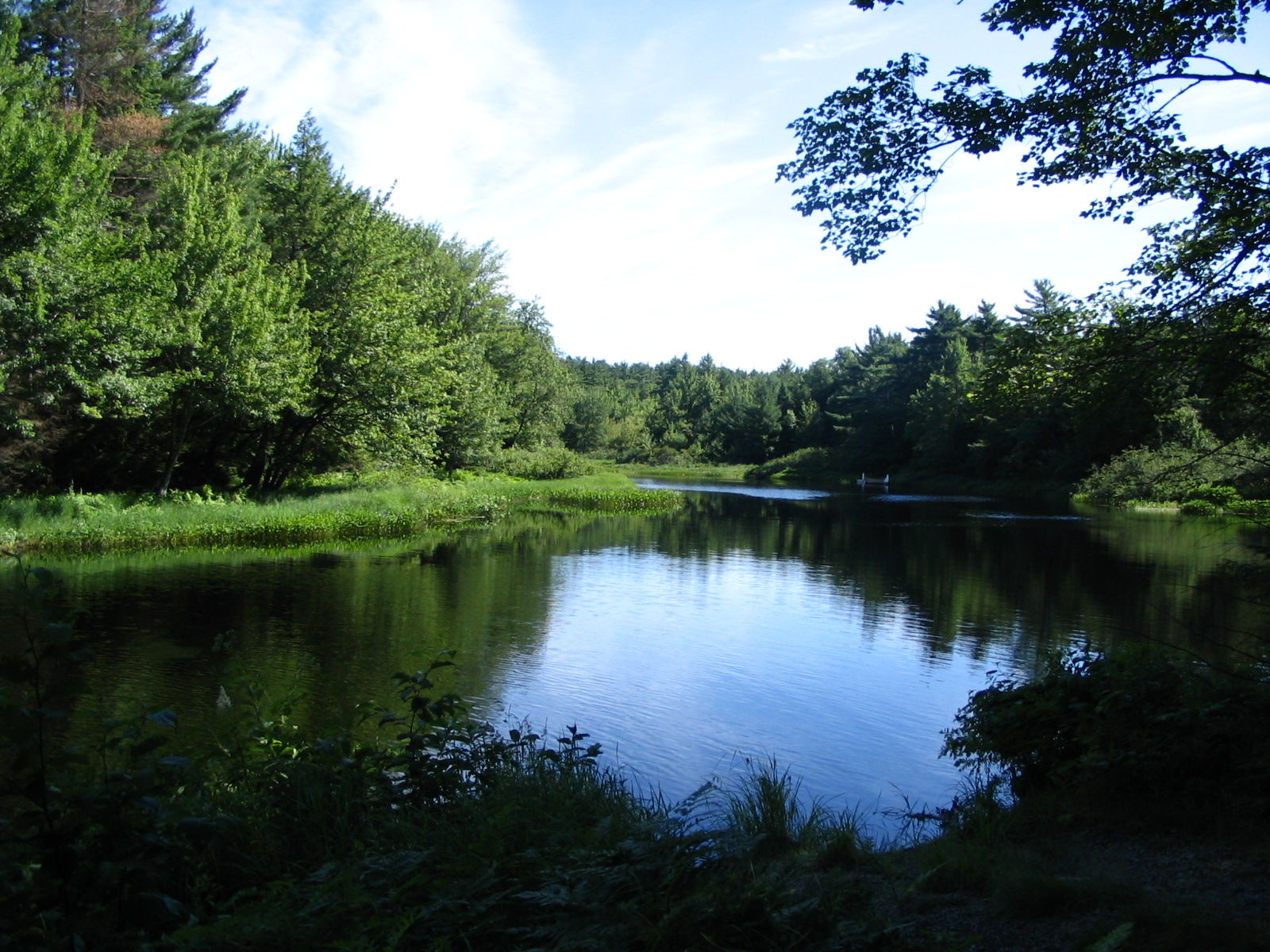
Little River.

Algunos de los ríos que discurren por el parque son los siguientes: 
- río Mersey
- río Oeste
- río Pequeño
- río Shelburne

## Campamentos en el interior
Aunque hay numerosos sitios para acampar en la unidad en Keji el parque también es conocido por acampar en su interior: campamentos a los cuales sólo se puede acceder en canoa o en senderismo en verano, o esquí o raquetas de nieve en el invierno.
Los campamentos en el interior puede variar ampliamente, y ninguno tiene vivienda permanente.

## Vida silvestre

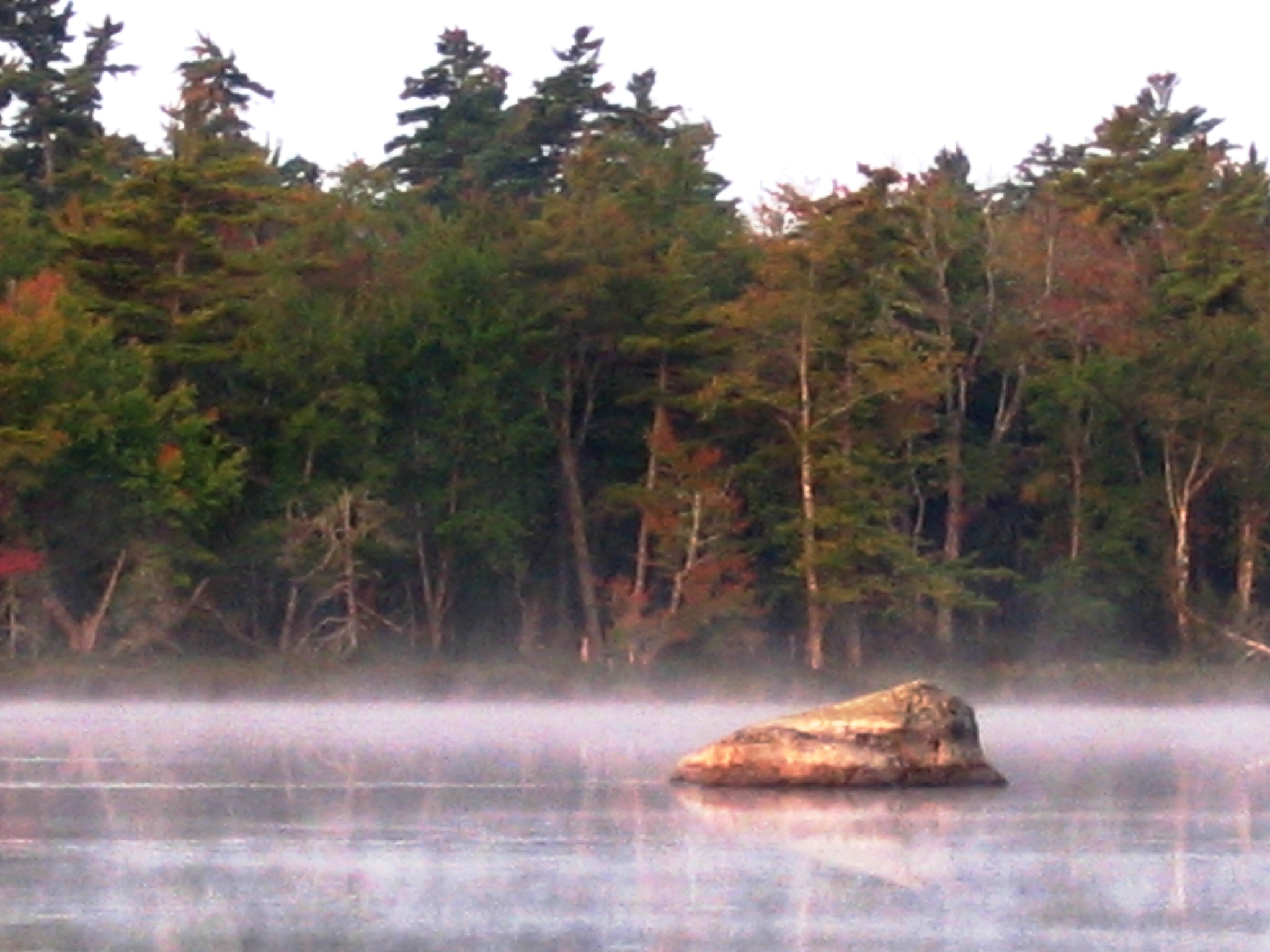
Frozen Ocean Lake.

En el interior del campamento puede ofrecer excelentes oportunidades de observación de la vida silvestre. Alces, ciervos, castores y gavias no son difíciles de ver, especialmente a lo largo de las vías navegables. El oso negro, aunque presente en el parque raraz veces se deja ver. Hay varias especies poco comunes de los organismos que requieren Kejimkujik su casa. 
La tortuga Blanding que se considera una especie en peligro de extinción en Nueva Escocia es similar en tamaño a la común, sin embargo, la tortuga Blanding se caracteriza por su color amarillo cuello. Medida de los menores entre 5 y 12 cm de diámetro en el caparazón, mientras que las hembras adultas pueden medir entre 25 y 35 cm. Se trata de una muy suave que con frecuencia los nidos de tortugas en las playas que son accesibles por el público. Por esta razón es importante que los visitantes tengan cuidado de no alterar de anidación de las tortugas.